# Timor oriental aux Jeux olympiques d'été de 2004
Le Timor oriental participe aux Jeux olympiques d'été de 2004 à Athènes. Il s'agit de sa première participation à des Jeux d'été, bien que des athlètes est-timorais ont déjà participé aux Jeux en tant qu'athlètes olympiques individuels.

## Athlètes engagés

### Athlétisme
| Athlète              | Compétition    | Finale        | Finale |
| Athlète              | Compétition    | Résultat      | Rang   |
| -------------------- | -------------- | ------------- | ------ |
| Gil da Cruz Trindade | marathon homme | DNF           | n.c.   |
| Aguida Amaral        | marathon femme | 3 h 18 min 25 | 65     |